# أندرو أندروز
أندرو أندروز (بالإنجليزية: Andrew Andrews)‏ مواليد 25 مايو 1993 في بورتلاند، هو لاعب كرة سلة أمريكي. بدأ مسيرته الاحترافية في سنة 2016. يلعب في الدوري التركي لكرة السلة كلاعب هجوم خلفي. يحمل الرقم 12. يبلغ طوله 6 قدم 2 بوصة (1.9 م). لعب كرة السلة الجامعية في جامعة واشنطن.

## روابط خارجية
- أندرو أندروز على موقع سبورتس رفرنس (الإنجليزية)
- أندرو أندروز على موقع كرة السلة الأوروبية.كوم (الإنجليزية)
- أندرو أندروز على موقع DraftExpress.com (الإنجليزية)
- أندرو أندروز على موقع إي إس بي إن.كوم (الإنجليزية)
- أندرو أندروز على موقع كلية كرة السلة في سبورتس رفرنس.كوم (الإنجليزية)
- أندرو أندروز على موقع ريلجم (الإنجليزية)
- أندرو أندروز على موقع بروبوليرز (الإنجليزية)
- أندرو أندروز على موقع سبورتس رفرنس (الإنجليزية)
- أندرو أندروز على موقع سبورتس رفرنس (الإنجليزية)